# XXX Batallón de Fortaleza de la Luftwaffe
El XXX Batallón de Fortaleza de la Luftwaffe (XXX. Luftwaffen-Festungs-Bataillon) fue una unidad de la Luftwaffe durante la Segunda Guerra Mundial.

## Historia
Fue formado el 20 de septiembre de 1944 en Prag-Gbell, con 3 compañías. Para la formación se recurrió a personal de la Escuela de pilotos 1 en Görlitz, Escuela de pilotos 32 en Brünn, Escuela de Observadores de Artillería 2 en Hörsching, Escuela Técnica de Armamento Aéreo 2 en Merseburg, I Batallón de Reemplazo Aéreo y XVII Batallón de Reemplazo Aéreo. Entró en acción en Holanda. Se componía de: compañía de Plana Mayor con dos pelotones de telefonistas, dos pelotones de radiotelegrafistas, una unidad de transporte y una de intendencia.
- 1.ª Compañía de Fortaleza de la Luftwaffe
- 2.ª Compañía de Fortaleza de la Luftwaffe
- 3.ª Compañía de Fortaleza de la Luftwaffe
- 4.ª Compañía de Fortaleza de la Luftwaffe

Desde el 24 de septiembre de 1944 hasta el 5 de octubre de 1944, componentes del batallón fueron utilizados para reformar la 3.ª División de Paracaidistas en Oldenzaal, Bélgica. El 6 de octubre de 1944, se trasladó a Hengelo. En octubre de 1944 fue disuelto y sirvió para reorganizar el 9.º Regimiento de Paracaidistas en Oldenzaal. El 20 de febrero de 1945 fue absorbido por la 3.ª División de Paracaidistas.